# Rudolf Aderhold
Rudolf Ferdinand Theodor Aderhold (* 12. Februar 1865 in Frankenhausen; † 17. März 1907 in Berlin-Dahlem) war ein deutscher Mykologe. Sein Spezialgebiet waren vor allem Pilzerkrankungen von Obstbäumen. Sein offizielles botanisches Autorenkürzel lautet „Aderh.“

## Leben und Wirken
Aderhold entstammte einer thüringischen Handwerkerfamilie, sein Vater war Fleischer. 1895 heiratete er Anna Elise Clementine Haccius, das Paar hatte einen Sohn.
Aderhold studierte in Berlin und Jena Botanik, in Jena war er Schüler und später Assistent von Ernst Stahl. 1888 erschien seine Dissertation zum Thema „Beitrag zur Kenntnis richtender Kräfte bei der Bewegung niederer Organismen“. Anschließend wechselte er an die Lehranstalt für Obst- und Weinbau in Geisenheim und 1893 dann als selbständiger Leiter der botanischen Abteilung der Versuchsstation am Institut für Obstbau in Proskau (Schlesien).
1901 wechselte Aderhold nach Berlin als Leiter des botanischen Laboratoriums der Biologischen Abteilung für Land- und Forstwirtschaft am Kaiserlichen Gesundheitsamt. Aus dieser gestaltete er bis 1905 die Biologische Anstalt für Land- und Forstwirtschaft, die noch bis 2008, zuletzt als Biologische Bundesanstalt für Land- und Forstwirtschaft, bestand. Aderhold war ihr erster Direktor bis zu seinem Tod 1907.
Aderhold erstbeschrieb während seiner Forschungen an phythopathogenen Pilzen über 20 neue Pilzarten, 1905 arbeitete er gemeinsam mit Wilhelm Ruhland über einige Sclerotinia in der Arbeit „Zur Kenntnis der Obstbaum-Sklerotinien“. Viele der von ihm beschriebenen Taxa sind inzwischen synonymisiert worden oder wurden als Teleomorphe inzwischen zu den Anamorphen gestellt, einige haben aber immer noch Bestand. Zu den bis heute akzeptierten Arten zählen beispielsweise Mycosphaerella cerasella oder Venturia pyrina.
Rudolf Aderhold starb 1907 im Alter von 42 Jahren in Berlin-Dahlem und wurde auf dem Friedhof Dahlem beigesetzt. Das Grab ist nicht erhalten.

## Werke (Auswahl)
- Beitrag zur Kenntnis richtender Kräfte bei der Bewegung niederer Organismen, 1888, Dissertation
- Einige neue Pilze, 1905
- Zur Kenntnis der Obstbaum-Sklerotinien: Kleinere Mittheilungen, 1905 (mit Wilhelm Ruhland)

## Nachweise
Fußnoten direkt hinter einer Aussage belegen die einzelne Aussage, Fußnoten direkt hinter einem Satzzeichen den gesamten vorangehenden Satz. Fußnoten hinter einer Leerstelle beziehen sich auf den kompletten vorangegangenen Absatz.
1. 1 2 3 4  Martin Müllerott: Aderhold, Rudolf Ferdinand Theodor. In: Neue Deutsche Biographie (NDB). Band 1, Duncker & Humblot, Berlin 1953, ISBN 3-428-00182-6, S. 65 f. (Digitalisat).
2. ↑  mycobank.org: MycoBank in English, Zugriff am 25. Mai 2012
3. ↑  Hans-Jürgen Mende: Lexikon Berliner Begräbnisstätten. Pharus-Plan, Berlin 2018, ISBN 978-3-86514-206-1, S. 567.